# Тріска атлантична
Тріска́ атланти́чна або північна (Gadus morhua) — риба роду тріска (Gadus) родини тріскових (Gadidae).
Довжина тіла — до 1,8 м; у промислі переважають риби завдовжки 40—80 см та віком 3—10 років. Спинних плавників — 3, анальних — 2, на підборідді невеликий м'ясистий вусик. Забарвлення спини від зеленувато-оливкового до бурого з дрібними коричневими цятками, черево біле.
Ареал проживання тріски охоплює північну область Атлантичного океану, на північ від Північної Кароліни, біля обох берегів Гренландії, у Біскайській затоці, біля берегів Ісландії та Великої Британії, у Північному та Баренцовому морях. Залежно від району вид зазвичай поділяється на кілька підвидів: північно-східна або баренцова тріска (NEAC), тріска норвезького узбережжя (NCC), північноморська тріска (NSC або NC) та інші, хоча зараз немає згоди щодо поділу тріски на види та підвиди.

## Промислове значення тріски
Тріска — одна з найважливіших промислових риб. ЇЇ печінка багата жиром (до 74 %), що є унікальним джерелом Омега-3 поліненасичених жирних кислот, окрім того, з неї отримують вітаміни А і D. Сама печінка тріски є сировиною для виробництва консервів.

## Охоронні заходи
Тріска під загрозою знищення через надмірне виловлювання і забруднення Світового океану. Найбільш інтенсивно виловлюється в Ісландії, Канаді, Норвегії, Данії, Росії та Англії. Атлантична тріска занесена  в міжнародну Червону Книгу зі статусом «вразлива» (англ. Vulnerable).